# Округ Фриборн (Минесота)
Фриборн (енгл. Freeborn County) је округ у америчкој савезној држави Минесота.

## Демографија
По попису из 2010. године број становника је 31.255, што је 1.329 (-4,1%) становника мање него 2000. године.
| Група             | 2000.          | 2010.          |
| Белци             | 30.061 (92,3%) | 27.701 (88,6%) |
| Афроамериканци    | 79 (0,2%)      | 231 (0,7%)     |
| Азијати           | 178 (0,5%)     | 238 (0,8%)     |
| Хиспаноамериканци | 2.049 (6,3%)   | 2.750 (8,8%)   |
| Укупно            | 32.584         | 31.255         |